# Seznam zápasů SK Slavia Praha 1899
V roce 1899 odehrála SK Slavia Praha 10 zápasů, z toho 9 značených jako přátelské a 1 jako Mistrovství zemí koruny České. Celková bilance byla 8 výher, 1 remíza a 1 porážka.

## Přehled zápasů
| 8. leden 1899 přátelský |       |        |                                                    |
| SK Slavia Praha         | 0 – 0 | Berlín | stadion Slavie, Letná, Praha rozhodčí: Václav Rudl |
|                         |       |        | stadion Slavie, Letná, Praha rozhodčí: Václav Rudl |

| 28. březen 1899 přátelský |       |                       |                              |
| SK Slavia Praha           | 0 – 3 | Oxford University AFC | stadion Slavie, Letná, Praha |
|                           |       |                       | stadion Slavie, Letná, Praha |

| 9. duben 1899 přátelský |       |                    |                              |
| SK Slavia Praha         | 5 – 4 | BFC Frankfurt 1885 | stadion Slavie, Letná, Praha |
|                         |       |                    | stadion Slavie, Letná, Praha |

| 11. květen 1899 přátelský |       |                   |                              |
| SK Slavia Praha           | 4 – 0 | Minerva 93 Berlin | Stadion Slavie, Letná, Praha |
|                           |       |                   | Stadion Slavie, Letná, Praha |

| 22. říjen 1899 přátelský |       |                  |                              |
| SK Slavia Praha          | 4 – 0 | AC Viktoria Wien | Stadion Slavie, Letná, Praha |
|                          |       |                  | Stadion Slavie, Letná, Praha |

| 29. říjen 1899 přátelský |        |                    |                              |
| SK Slavia Praha          | 10 – 1 | BFC Frankfurt 1885 | Stadion Slavie, Letná, Praha |
|                          |        |                    | Stadion Slavie, Letná, Praha |

| 12. listopad 1899 přátelský |       |                   |                              |
| SK Slavia Praha             | 4 – 0 | Minerva 93 Berlin | Stadion Slavie, Letná, Praha |
|                             |       |                   | Stadion Slavie, Letná, Praha |

| 19. listopad 1899 Mistrovství Zemí Koruny České |       |                   |                              |
| SK Slavia Praha                                 | 6 – 1 | SK Slavia Praha B | Stadion Slavie, Letná, Praha |
|                                                 |       |                   | Stadion Slavie, Letná, Praha |

| 26. listopad 1899 přátelský |       |               |                              |
| SK Slavia Praha             | 8 – 0 | AC Union Wien | Stadion Slavie, Letná, Praha |
|                             |       |               | Stadion Slavie, Letná, Praha |

| 10. prosinec 1899 přátelský      |       |                 |       |
| Vienna Cricket and Football-Club | 0 – 2 | SK Slavia Praha | Vídeň |
|                                  |       |                 | Vídeň |

## Soupisky jednotlivých utkání

### Slavia - Berlín
- SK Slavia: Karel Vosátka - Štekl, Strádal - A.Pressler, Hrabě, Krýž - Baumruk, Setzer, Freja, Kindl, Zámostný
- Berlín: Dietzel - Pahlke, Mandl - Bock, Radlo, Weidt - Heymann, Grane, Heyne, Peters, Glasow

Poznámka: První mezistátní utkání v historii Slavie. Utkání bylo několikrát přeloženo (hrát se mělo už v prosinci 1898, nakonec se odehrálo v lednu 1899. Mužstvo Berlína bylo poskládáno z několika berlínských klubů. Hosté byli vřele uvítání týmem Slavie i příznivci, vzájemný zápas pak přinesl několik zajímavých situací, přesto skončil bezbrankovou remízou

### Slavia - Oxford University A.F.C.
Soupisky mužstev z tohoto utkání nejsou známy.
Poznámka: Mužstvo Oxfordu přijalo zápas se Slavií na pozvání slávistického funkcionáře Karla Hammera. Využil totiž toho, že tým Oxfordu byl na kontinentálním zápasovém turné a 29. března 1899 má hrát v Praze s místním DFC. Soupeř požadoval za odehrání zápasu 40 liber. Zápas se odehrál za značné podpory sponzorů. Dr. Josef Rössler-Ořovský vypsal u Malostranské záložny směnku, anglický konzul p.Pistor zapůjčil britskou vlajku, veslařský klub Blesk vlajkoslávu, firma Rott poskytla ohrazení hřiště a firma Gottwald zapůjčila židle, skládací stany a pokladnu. Utkání se účastnily 4000 diváků a hráči Oxfordu byli ubytování v hotelu de Saxe. Slavia utkání prohrála 0:3 a tehdejší Národní Listy po utkání napsaly: "Přestože se událo dosti karambolů nevyhnutelných, soupeři na obou stranách si počínali vskutku vzorně. Objevilo se, že podstata této zvláštní hry vlastně právě v tomto dokonalém ovládání hráčské vášně spočívá". Zápasu přihlážel kupříkladu zemský maršálek Jiří Kristián Lobkowicz nebo arcibiskup hrabě František Schönborn.

### Slavia - Berliner FC Frankfurt
Soupisky mužstev z tohoto utkání nejsou známy.

### Slavia - Minerva Berlín
Soupisky mužstev z tohoto utkání nejsou známy.

### Slavia - Victoria Vídeň
Soupisky mužstev z tohoto utkání nejsou známy.

### Slavia - Berliner FC Frankfurt
Soupisky mužstev z tohoto utkání nejsou známy.

### Slavia - SC Minerva Berlín
Soupisky mužstev z tohoto utkání nejsou známy.

### Slavia - Slavia B
Soupisky mužstev z tohoto utkání nejsou známy.
Poznámka: Slavia se tímto stala Mistrem zemí koruny České.

### Slavia - AC Union Vídeň
Soupisky mužstev z tohoto utkání nejsou známy.

### Vienna Cricket Vídeň - Slavia
Soupisky mužstev z tohoto utkání nejsou známy.